# Anomiopus similis
Anomiopus similis är en skalbaggsart som beskrevs av Canhedo 2004. Anomiopus similis ingår i släktet Anomiopus och familjen bladhorningar. Inga underarter finns listade i Catalogue of Life.